# Art Skript Phantastik Verlag
Der Art Skript Phantastik Verlag war ein im Januar 2012 gegründeter deutscher Verlag, spezialisiert auf Dark Fantasy, Steampunk und Space Operas. Er publizierte Romane, Novellen und Anthologien als Bücher und E-Books.

## Firmengeschichte
Der Art Skript Phantastik Verlag wurde 2012 von der Grafik-Designerin Grit Richter gegründet. Die düstere Seite der Phantastik war von Anfang an Kern des Programmes. Etwas später kristallisierten sich Dark Fantasy und Steampunk als Stärken des Verlags heraus. Seit 2017 ist auch die Space Opera als drittes Hauptgenre etabliert.
Der Verlag setzt verstärkt auf ungewöhnliche Themen, die sich besonders in den Anthologien widerspiegeln. Mit regelmäßigen Ausschreibungen werden neue Ideen ausprobiert und Nachwuchsautoren gefördert. Von 2012 bis Anfang 2019 sind im Art Skript Phantastik Verlag 25 Titel erschienen, darunter fünf Debütromane und zahlreiche Debüt-Kurzgeschichten.
Der Art Skript Phantastik Verlag fällt durch die aufwändig gestalteten Innenseiten der Print-Bücher auf. Die Cover werden oft von Illustratoren oder Fotografen gestaltet. Im Oktober 2022 wurde Verlegerin Grit Richter der BuCon-Ehrenpreis für besondere Verdienste um die deutschsprachige Phantastik auf dem Buchmesse Convent verliehen.
Mitte 2024 kündigte Grit Richter die Schließung des Verlags mit Ende 2024 an.